# جراند بلو دي جاسكوجن

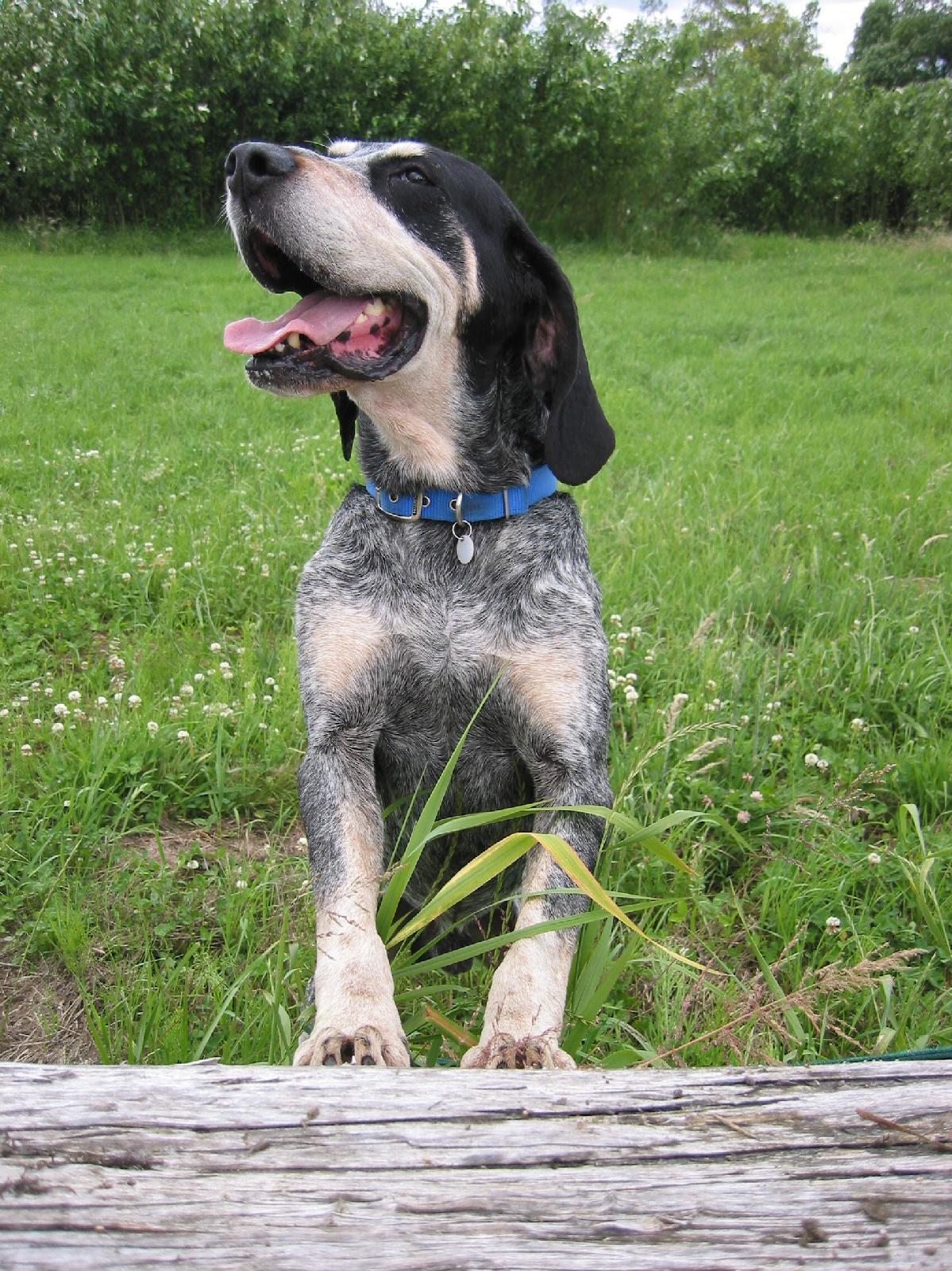
نوع الكلب هو جراند بلو دي جاسكون

جراند بلو دو جاسكوجنو هو سلالة من كلاب الصيد من نوع سنت هاوند، نشأت بفرنسا. هذه السلالة هي نوع قديم جدًا من كلاب الصيد الضخمة وهي سلالة مهمة في نسل العديد من كلاب الصيد الأخرى.

## وصف
يعد جراند بلو دي جاسكو كلبًا مهيبًا، وهو كلب صيد من النوع الأقدم، بجسم نحيف وعضلي، وأرجل طويلة، ورأس ضامر قليلاً، وآذان طويلة ، وشفاه متدلية. عند الذراعين ، الإناث أصغر قليلاً. يجب أن تظهر كلاب هذا الصنف سلوكًا يتسم بالقوة والهدوء و الوفاء.
لون الفرو أبيض مرقش باللون الأسود، مما يعطي مظهرًا عامًا باللون الأزرق. توجد بقع سوداء على جانبي الرأس، مع وجود منطقة بيضاء أعلى الرأس بشكل بيضاوي أسود و توجد "الحواجب السمراء فوق كل عين. عيوب هذا الكلب هي انحرافات في المظهر لها تأثير على صحة الكلب وقدرته على العمل، مما يشير إلى أنه لا ينبغي تربية كلب بمثل هذه العيوب. تشمل هذه العيوب العدوانية أو الخوف، والتشوه .
على الرغم من أن هذه الكلاب كبيرة الحجم الا أن كلمة جراند لا تشير بضرورة الى حجمم الكلاب .و يتم استخدام هذه السلالة في صيد الخنازير و الغزلان و غيرها. ايضا فهو كلب كبير جدا.